# Novčani bon
Bon je obveznica na određenu svotu koja ima ulogu novca, a koju uglavnom izdaje neka institucija ili tvrtka. Obično služi za kupovinu na prodajnim mjestima institucije ili tvrtke koja je bonove izdala.
Na primjer: bonovi za plaćanje hrane u studentskim restoranima, poklon bonovi, bonovi za topli obrok i sl.